# Domloup
Domloup es una comuna francesa situada en el departamento de Ille y Vilaine, en la región de Bretaña. Tiene una población estimada, a inicios de 2021, de 3801 habitantes.

## Demografía
| 654 | 677 | 867 | 1246 | 1507 | 2438 | 3801 |
| Para los censos de 1962 a 1999 la población legal corresponde a la población sin duplicidades (Fuente: INSEE [Consultar]) |     |     |      |      |      |      |